# Saul Lieberman
Saul Lieberman, in ebraico שאול ליברמן‎?, noto anche come Rabbi Shaul Lieberman o, tra i suoi studenti, il Gra"sh (acronimo di Gaon Rabbeinu Shaul) (Motal, 28 maggio 1898 – Gerusalemme, 23 marzo 1983), rabbino, accademico e importante talmudista, commentatore del Talmud di Gerusalemme (Yerushalmi), fu professore di Talmud al Jewish Theological Seminary (New York) per oltre 40 anni e per molto tempo decano dell'Istituto Harry Fischel in Israele e presidente dell'Accademia Americana di Ricerca Ebraica.

## Biografia
Nato a Motal, vicino Pinsk, nell'Impero russo (ora Bielorussia), studiò presso le yeshivot di Malch e di Slobodka. Negli anni 1920 frequentò l'Università di Kiev e, dopo una breve permanenza in Palestina, continuò i suoi studi in Francia. Nel 1928 si stabilì a Gerusalemme, dove studiò filologia talmudica e lingua e letteratura greca alla Università Ebraica. Lì fu nominato docente in Talmud nel 1931. Insegnò anche al Seminario Insegnanti Mizrachi e dal 1935 fu decano dell'Istituto Harry Fischel di Ricerca Talmudica a Gerusalemme.
Nel 1940 fu invitato ad insegnare presso la yeshivah ortodossa Chaim Berlin a Brooklyn (New York) e contemporaneamente come professore di Letteratura palestinese al Jewish Theological Seminary. Lieberman scelse quest'ultima posizione, motivato dal desiderio di "formare ebrei americani affinché si impegnino a studiare ed osservare le mitzvot." Nel 1949 fu nominato preside e nel 1958 rettore della scuola rabbinica del Seminario.
Lieberman fu sposato per molti anni con la figlia di Laizer Rabinowitz, rabbino di Minsk. Dopo la sua morte, sposò Judith Berlin (1904–1978), che era la figlia del rabbino ortodosso Meir Berlin, leader del movimento sionista Mizrachi; Judith Berlin fu preside della prima scuola ebraica per ragazze in Nord America. Non ebbero figli. Saul Lieberman morì il 23 marzo 1983, mentre si trovava in volo per Gerusalemme durante Pesach.

## Opere
Nel 1929 Lieberman pubblicò Al ha-Yerushalmi, in cui proponeva sistemi per modificare i refusi testuali del Talmud di Gerusalemme (Yerushalmi) e offriva letture varianti del testo del Trattato Sotah. A questo fece seguito: una serie di studi esegetici dello Yerushalmi, che apparve sulla rivista accademica Tarbiz; il saggio Talmudah shel Keisaryah (1931), in cui esprimeva l'opinione che i primi tre trattati dell'Ordine Nezikin del Talmud gerosolimitano erano stati compilati a Caesarea verso la metà del IV secolo; da Ha-Yerushalmi ki-Feshuto (1934), commentario dei Trattati Shabbat, Eruvin e Pesahim del Talmud gerosolimitano (questo era il primo volume di una serie che non fu mai terminata). Il suo costante interesse per il Talmud di Gerusalemme gli rese necessario chiarire il testo delle fonti tannaitiche (i rabbini dei primi due secoli dell'era volgare), specialmente quelle della Tosefta, sulla quale non erano stati composti commentari dalle precedenti autorità scritturali e che solo pochi studiosi avevano analizzato successivamente.
Pubblicò Tosefeth Rishonim in quattro volumi, commentario di tutta la Tosefta con correzioni testuali basate sui manoscritti, sulle prime stampe e con citazioni tratte da autorità precedenti. Pubblicò inoltre Tashlum Tosefta, capitolo introduttivo della seconda edizione (1937) della Tosefta curata da Moses Samuel Zuckermandel (1836-1917), esaminando citazioni della Tosefta non presenti nel testo.
Anni dopo, Lieberman riprese l'elucidazione sistematica della Tosefta. Curò la pubblicazione del testo, basato su relativi manoscritti e accompagnato da note esplicative, producendo inoltre un ampio commentario intitolato Tosefta ki-Fshuṭah. Quest'ultimo combinava ricerca filologica e osservazioni storiche con una discussione dell'intera letteratura talmudica in cui la rispettiva Tosefta viene commentata o citata contestualmente. Tra il 1955 ed il 1973, furono pubblicati dieci volumi della nuova edizione, che rappresentava il testo ed i commentari degli Ordini Zeraim, Mo'ed e Nashim. Per di più, nel 1988, furono pubblicati postumi i Trattati dell'Ordine Nezikin: Bava Kamma, Bava Metzia e Bava Batra. L'intera serie fu pubblicata negli anni 1990 in tredici volumi e nuovamente nel 2001 in dodici volumi.
Altre sue opere furono i libri Sheki'in (1939), sulle leggende ebraiche, sulle tradizioni e fonti letterarie presenti negli scritti polemici caraiti e cristiani, e Midreshei Teiman (1940), dove dimostrava che i Midrashim yemeniti avevano conservato materiale esegetico deliberatamente omesso dai rabbini. Curò una versione variante del Midrash Debarim Rabbah (1940). Secondo Lieberman, tale versione era stata usata dai sefarditi, mentre il testo standard era quello degli aschenaziti. Nel 1947 pubblicò Hilkhot ha-Yerushalmi che Lieberman identificava come frammento di un'opera di Maimonide sul Talmud gerosolimitano in vena simile a quella di Isaac Alfasi sul Talmud babilonese. Lieberman curò inoltre il commentario fino ad allora inedito della Tosefta Hasdei David del rabbino italiano David Pardo (XVIII secolo) sull'Ordine Tohorot; la prima parte apparve nel 1970.
I suoi due volumi in inglese, Greek in Jewish Palestine (1942) e Hellenism in Jewish Palestine (1950), che poi apparvero anche nella traduzione ebraica, illustrano l'influenza della cultura ellenistica sulla Palestina ebraica nei primi secoli dell'era volgare.
Una quantità di sue opere sono apparse in nuove edizioni, a volte rivedute ed emendate. Lieberman fu curatore principale di una nuova edizione critica della Mishneh Torah di Maimonide (vol. 1, 1964), e curatore della serie Judaica della Yale University, in cui collaborò assiduamente con Herbert Danby, ebraista anglicano esperto della Mishnah. Lieberman contribuì anche a molteplici riviste e pubblicazioni accademiche, nonché a note ed introduzioni ad opere di colleghi, esaminando vari aspetti del mondo delle idee promulgate da rabbini classici e spiegando accuratamente parole ed espressioni della letteratura talmudica e midrashica. Pubblicò anche testi midrashici fino ad allora sconosciuti, mettendoli insieme da un'antica polemica antiebraica scritta dal monaco Ramon Martí (1215-1285) e da varie lezioni di rabbini medievali.

## La Clausola Lieberman

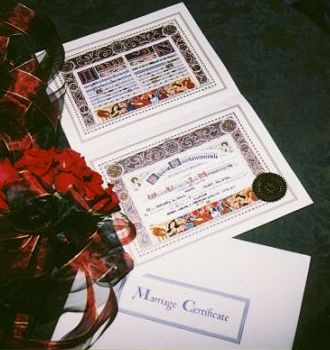
Una Ketubah moderna (contratto di matrimonio ebraico)

La Clausola Lieberman è una clausola inclusa nella ketubah, documento matrimoniale ebraico, creata da Saul Lieberman e intitolata a suo nome, che stipula che il divorzio deve essere giudicato da una moderna Beth Din (corte rabbinica), al fine di prevenire il problema della agunah, per cui una donna non ha il permesso di risposarsi perché non le è mai stato concesso il divorzio religioso. La clausola venne introdotta negli anni 1950 dai rabbini del movimento conservatore.
Lieberman sviluppò la clausola affinché fosse aggiunta al contratto nuziale ketubah. In effetti, si trattava di un accordo arbitrale utilizzato nei casi di divorzio: se il matrimonio si era sciolto e alla donna era stato rifiutato un Ghet dal marito, entrambi dovevano apparire davanti ad tribunale rabbinico autorizzato dal Jewish Theological Seminary e attenersi alle direttive di tale tribunale, che includeva (di solito) l'ingiunzione al marito di concedere alla moglie un Ghet.
Questa clausola è tuttora usata in molte ketubot (documenti nuziali) degli ebrei conservatori. Tuttavia, negli ultimi anni si è messa in dubbio la validità giuridica di tale clausola, a causa della posizione statunitense riguardo alla separazione tra Stato e Chiesa. Per questo motivo, i tribunali statali non riconoscono i termini di questa clausola, posta su un documento religioso, in un ambiente legale civile. Come soluzione del problema, viene preparata una lettera, firmata da ambo le parti, in cui moglie e marito riconoscono che le condizioni della ketubah sono state loro spiegate e che tale lettera sarà ammessa come documento civile separato esecutivo in tribunali degli Stati Uniti d'America.

## Premi e onorificenze
- Nel 1957, Lieberman ricevette il Premio Bialik per la Filosofia ebraica.[20]
- Nel 1971, gli fu assegnato il Premio Israele per gli Studi ebraici.[21]
- Nel 1976, ricevette il Premio Harvey del Technion di Haifa.

Fu membro onorario dell'Accademia della lingua ebraica, fellow della American Academy of Arts and Sciences e fellow della Accademia israeliana delle scienze e delle lettere.